# Mariana (Spanyolország)
Mariana egy község Spanyolországban, Cuenca tartományban. Mariana Cuenca, Sotorribas és Villalba de la Sierra községekkel határos. Lakosainak száma 314 fő (2024).

## Népesség
A település népessége az utóbbi években az alábbiak szerint változott:
| Lakosok száma | 313  | 306  | 287  | 293  | 286  | 316  | 288  | 304  | 304  | 314  |
|               | 2001 | 2004 | 2006 | 2009 | 2011 | 2014 | 2016 | 2019 | 2021 | 2024 |